# Talegaver til børn
Talegaver til børn var et årligt tilbagevendende stand-up-comedy-show, hvor en lang række danske stand-up-komikere optrådte. Showet blev opført fra 1992 til 2008 og var et samarbejde mellem stand-up-bureauet FBI og børneorganisationen UNICEF Danmark.
Overskuddet fra billetsalget gik til UNICEFs arbejde for børn i den tredje verden. I løbet af de 16 år blev der indsamlet over 7 mio. kr.
De første shows blev afholdt i Comedy Zoo i Boltens Gård i København, men den store publikuminteresse betød, at showet måtte rykke til større scener i bl.a. Tivolis Koncertsal og Falconer Salen på Frederiksberg. I 2000-2006 blev showet opført både i København og i Jylland. Publikumsrekorden blev sat ved i 2007 ved 15-års-jubilæumsshowet i Forum, der blev set af 15.000 mennesker, og hvor der blev indsamlet 3 mio. kr. til UNICEF.
10- og 15-års-jubilæums-showene er udgivet på dvd.
Showet er videreført under navnet Comedy Aid - Stand-up for livet, men uden en bestemt velgørenhedsorganisation som fast partner. I 2009 var overskuddet øremærket Kræftens Bekæmpelses arbejde for børn og unge.

## Shows
Oplysningerne for de første år er ufuldstændige.

### 1992
- Opført i Comedy Zoo.

### 1993
- Opført i Comedy Zoo.
- Medvirkende: Carsten Bang, Povl Carstensen, Thomas Wivel, Mette Lisby, Lars Hjortshøj, Casper Christensen, Peter Hansen, Roger Kormind, The Bad Taste Company.

### 1994
- Opført i Comedy Zoo.
- Medvirkende: Carsten Bang, Povl Carstensen, Thomas Wivel, Jan Gintberg, Mette Lisby, Amin Jensen, Lars Hjortshøj, Papkasseshow, Mette Frobenius, Casper Christensen, Peter Hansen, Jacob Pettersson, Roger Kormind, The Bad Taste Company, Steve & Jack, Anders Dam Christensen, Dorte Rømer, Timm Vladimir.

### 1995
- Medvirkende: Bl.a. Anders Matthesen, Mette Lisby.

### 1996
- 27. og 28. december i Vega.
- Medvirkende: Bl.a. Anders Matthesen.

### 1997
- 29. december i Tivolis Koncertsal.
- Medvirkende: Jacob Tingleff, Kaspar Bang, Frank Hvam, Mick Øgendahl, Mikael Wulff, Lasse Rimmer, Povl Carstensen, Thomas Wivel, Uffe Holm, Anders Matthesen, Jan Gintberg, Mette Lisby, Amin Jensen, Lars Hjortshøj, Papkasseshow, Mette Frobenius, Peter Hansen, Roger Kormind, Anders Dam Christensen, Timm Vladimir, Anton Kjær, Kim Emax, Jack Arnold, Jakob Petterson, Michael Lillemose.

### 1998
- 29. december i Tivolis Koncertsal.
- Medvirkende: Carsten Bang, Mick Øgendahl, Lasse Rimmer, Povl Carstensen, Thomas Wivel, Jan Gintberg, Mette Lisby, Amin Jensen, Lars Hjortshøj, Papkasseshow, Casper Christensen, Peter Hansen, Jacob Pettersson, Bob Anders, Timm Vladimir.

Support: Flemming Jensen, Peter Mygind, Jesper Bæhrenz.

### 1999
- 29. december i Tivolis Koncertsal.
- Værter: Mette Lisby og Casper Christensen.
- Medvirkende: Carsten Bang, Mick Øgendahl, Omar Marzouk, Lasse Rimmer, Thomas Wivel, Uffe Holm, Anders Matthesen, Jan Gintberg, Mette Lisby, Amin Jensen, Lars Hjortshøj, Papkasseshow, Mette Frobenius, Casper Christensen, Gordon Kennedy, John & Aage, Michael Carøe, Peter Hansen.

### 2000
- 27. december i Tivolis Koncertsal og 28. december i Musikhuset Aarhus.
- Værter: Casper Christensen og Jan Gintberg.
- Medvirkende: Carsten Bang, Frank Hvam, Mads Keiser, Mick Øgendahl, Omar Marzouk, Lasse Rimmer, Povl Carstensen, Rune Klan, Thomas Wivel, Uffe Holm, Anders Matthesen, Mette Lisby, Lars Hjortshøj, Papkasseshow, Mette Frobenius, Peter Hansen, Bob Anders, Gordon Kennedy, John & Aage, Klassens Tykke Dreng.
- Support: Jesper Bæhrentz.

### 2001
- 29. december i Scandinavian Congress Center, Århus og 30. december i Tivolis Koncertsal.
- Værter: Anders Matthesen og Mick Øgendahl.
- Medvirkende: Anders Fjelsted, Dan Andersen, Jacob Tingleff, Carsten Bang, Geo, Jonatan Spang, Mikael Wulff, Omar Marzouk, Lasse Rimmer, Povl Carstensen, Rune Klan, Thomas Hartmann, Uffe Holm, Anders Matthesen, Jan Gintberg, Lars Hjortshøj

### 2002 – 10 års jubilæum
- 28. december i Musikhuset Aarhus og 30. december i Tivolis Koncertsal.
- Værter: Lasser Rimmer og Lars Hjortshøj.
- Medvirkende: Anders Fjelsted, Dan Andersen, Jacob Tingleff, Carsten Bang, Geo, Jonatan Spang, Mick Øgendahl, Mikael Wulff, Omar Marzouk, Povl Carstensen, Rune Klan, Thomas Hartmann, Uffe Holm, Anders Matthesen, Jan Gintberg, Thomas Wivel, Sebastian Dorset,

### 2003
- 28. december i Musikteatret Vejle og 30. december i Cirkusbygningen.
- Værter: Carsten Bang og Mikael Wulff.
- Medvirkende: Anders Fjelsted, Dan Andersen, Brian Mørk, Jacob Tingleff, Carsten Eskelund, Martin Veltz, Frank Hvam, Geo, Jonatan Spang, Lasse Rimmer, Povl Carstensen, Rune Klan, Sebastian Dorset, Thomas Wivel, Thomas Hartmann, Uffe Holm
- Special guest: Niels Hausgaard.

### 2004
- 28. december i Musikhuset Aarhus og 30. december i Falconer Salen.
- Værter: Thomas Hartmann og Jacob Tingleff.
- Medvirkende: Anders Fjelsted, Dan Andersen, Brian Mørk, Carsten Eskelund, Martin Veltz, Frank Hvam, Geo, Jonatan Spang, Lasse Rimmer, Povl Carstensen, Rune Klan, Sebastian Dorset, Thomas Wivel.
- Special guest: Niels Hausgaard.

### 2005
- 28. december i Musikhuset Aarhus og 30. december i Falconer Salen.
- Værter: Carsten Eskelund og Brian Mørk.
- Medvirkende: Anders Fjelsted, Dan Andersen, Martin Veltz, Frank Hvam, Geo, Michael Schøt, Henrik Bruhn, Mick Øgendahl, Mikael Wulff, Povl Carstensen, Sebastian Dorset, Thomas Wivel, Thomas Hartmann, Tobias Dybvad, Mette Frobenius, Jesper Bæhrenz

### 2006
- 28. december i Musikhuset Aarhus og 30. december i Falconer Salen.
- Værter: Anders Fjelsted og Sebastian Dorset.
- Medvirkende: Dan Andersen, Brian Mørk, Jacob Tingleff, Carsten Bang, Carsten Eskelund, Martin Veltz, Frank Hvam, Geo, Michael Schøt, Mick Øgendahl, Omar Marzouk, Povl Carstensen, Thomas Wivel, Thomas Hartmann, Tobias Dybvad.

### 2007 – 15 års jubilæm
- 29. december 2007 i Forum (to shows).
- Værter: Lasse Rimmer og Carsten Bang
- Medvirkende: Anders Fjelsted, Dan Andersen, Brian Mørk, Jacob Tingleff, Carsten Bang, Carsten Eskelund, Christian Fuhlendorff, Frank Hvam, Elias Ehlers, Michael Schøt, Mick Øgendahl, Omar Marzouk, Lasse Rimmer, Povl Carstensen, Sebastian Dorset, Thomas Wivel, Thomas Hartmann, Tobias Dybvad.

### 2008
- 30. december 2008 i Falconer Salen (to shows).
- Værter: Brian Mørk og Michael Schøt
- Medvirkende: Mick Øgendahl, Sebastian Dorset, Thomas Hartmann, Anders Fjelsted, Mette Frobenius, Mikael Wulff, Thomas Wivel, Carsten Eskelund, Christian Fuhlendorff, Povl Carstensen, Tobias Dybvad, Elias Ehlers, Jacob Wilson og Thomas Warberg.